# Misraħ Kola
Misraħ Kola est un village de Malte, quartier de Ħ'Attard, situé dans le centre de Malte, faisant partie du conseil local (Kunsill Lokali) de Ħ'Attard compris dans la région (Reġjun) Ċentrali.

## Sources
- (mt) Alfie Guillaumier, Bliet u Rħula Maltin (Villes et villages maltais), Klabb Kotba Maltin, Malte, 2005.
- (en) Juliet Rix, Malta and Gozo, Brad Travel Guide, Angleterre, 2013.
- Alain Blondy, Malte, Guides Arthaud, coll. Grands voyages, Paris, 1997.